# 피서영
피서영(皮瑞英, 1946년 ~ )은 보스턴 대학교 물리학과 교수이다. 아버지는 서울대학교 교수를 지낸 수필가 피천득(皮千得)이고, 남편은 매사추세츠 공과대학교 물리학과 교수인 로먼 재키브(Roman Jackiw)이며, 아들은 바이올리니스트 스테판 피 재키브(Stefan Pi Jackiw)이다.

## 학력
- 이화여자고등학교
- 1970년 서울대학교 물리학 학사
- 뉴욕주립대학교(스토니브룩) 물리학 석사
- 뉴욕주립대학교(스토니브룩) 물리학 박사

## 경력
- 보스턴 대학교 물리학과 교수

## 연구
- 빅뱅
- 암흑 물질
- 우주론

## 생애
피서영은 서울대학교 물리학과를 졸업하고, 미국 스토니브룩 대학교(State University of New York at Stony Brook)로 유학을 갔다. 유학 시절에 이휘소 교수의 지도를 받아 박사 학위를 취득하였다. 현재는 보스턴 대학교(Boston University)물리학과 교수로 재직 중이다.
Spires에 등록된 피서영의 논문 수는 총 66편으로 3,800번이 넘는 피인용을 얻었으며, 특히 Alan Guth와의 인플레이션 초기 우주의 양자역학적 요동에 관한 연구는 1,000여 번의 피인용수를 받은 중요한 업적이다. 양자 요동이 밀도 요동(density perturbation)을 일으키는 원인이 된다는 것을 최초로 밝혀 낸 사람 중에 한 명이다.
남편인 로먼 재키브(Roman Jackiw)는 또한 매우 저명한 이론물리학자이다. 양자장론에서 고전적인 대칭성이 양자효과에 의해서 깨진다는 소위 Adler-Bell-Jackiw anomaly를 최초로 발견한 학자이며, 고온에서 대칭성이 회복될 수 있다는 결과를 최초로 계산해 낸 학자이기도 하다.(finite temperature field theory)

## 가족
피서영은 피천득 선생의 수필집에서 자주 언급되는 막내 딸로 수필 '서영이'의 주인공이기도 하다. 수필 '서영이'에는 "내 일생에는 두 여성이 있다. 하나는 나의 엄마고 하나는 서영이다. 서영이는 나의 엄마가 하느님께 부탁하여 내게 보내 주신 귀한 선물이다. 서영이는 나의 딸이요, 나와 뜻이 맞는 친구다. 또 내가 가장 존경하는 여성이다. 자존심이 강하고 정서가 풍부하고 두뇌가 명석하다. 값싼 센티멘털리즘에 흐르지 않는, 지적인 양 뽐내지 않는 건강하고 명랑한 소녀다."라는 내용이 있다. 이외에도 '서영이 대학에 가다', '딸에게', '서영이와 난영이' 등의 작품에서 여러 차례 딸에 관한 글을 남겼다.
피천득은 딸 피서영에게 “퀴리 부인처럼 되어라.”, “아인슈타인같이 공부해라”라는 말을 자주 들려주며 인생의 멘토역할에도 최선을 다했다. 피천득의 믿음, 기대, 격려로 딸 피서영은 훗날 저명한 과학자가 되었다.
피서영의 남편은 매사추세츠 공과대학교 물리학과 교수인 로먼 재키브(Roman Jackiw)이고, 아들은 유명 바이올리니스트 스테판 피 재키브(Stefan Pi Jackiw)이다.